# التأويل الروماني
التأويل الروماني أو الترجمة الرومانية (باللاتينية: Interpretatio Romana إنتربريتاتيو رومانا) مصطلح يشير إلى العادة الرومانية المتمثلة في دمج الآلهة الأجنبية في الدين الروماني من خلال المماهاة مع الآلهة الرومانية .
يعود المصطلح إلى تاسيتوس ، الذي أَمَاهَ إلهين جرمانيين بكاستور وبولوكس في كتابه عن جرمانيا. غالبًا ما تستخدم هذه الطريقة، خاصة في النقوش الإهدائية ، إذ توضع الأسماء الرومانية والأسماء الأصلية للإله بجانب بعضها البعض. استخدم الرومان عادةً خصائص معينة للآلهة الأجنبية لمساواتهم بإله يعرفونه واقتصروا في الغالب على عدد قليل نسبيًا من الآلهة الرومانية، الذين استوعبوا عددًا كبيرًا من الآلهة الأخرى. على سبيل المثال، كانت الآلهة الكلتية مساوية عادةً لأبولو ، ومارس ، وميركوري . إلا أنه غالبًا ما تجعل عمليات النقل هذه من الصعب استبناء الخصائص الأصلية للآلهة غير الرومانية.

## المعنى
يبدو أن التأويل الروماني هو استمرار عالمي للاتجاه الذي لوحظ بالفعل في الديانة اليونانية لمماهاة الآلهة المحلية بآلهة عابرة للأقاليم، مما يعني أن العديد من أسماء الآلهة صارت مجرد ألقاب وظهرت بذلك للمرة الأولى ديانة يونانية موحدة. وبناء على ذلك، ظهرت ميثولوجيا رومانية موحدة من أفكار الرومان المختلفة حول الآلهة، وبشكل أساسي من المصادر المحلية والأترورية المنقولة يونانيًا وبالتوافق مع المخزون الفكري اليوناني.
تُعرف العملية المماثلة السابقة زمنيًا لمماهاة الآلهة غير اليونانية مع الآلهة اليونانية باسم إنتربريتاتيو غرايكا .
ساهم التأويل الروماني كطريقة ملائمة للاندماج في السلام الديني الواسع النطاق في الإمبراطورية الرومانية ، وهو على كل حال تعبير مهم بشكل خاص عن النهج العملي للغزاة الرومان في التعامل مع المسائل الثقافية والدينية في الثقافات المقهورة. كان التأويل الروماني بالطبع مستحيلًا تمامًا عندما كانت فكرة الله والعبادة تختلف جذريًا عن الأفكار الرومانية، وظهر عدم الثقة والتحيز على الجانب الروماني، خاصة تجاه الديانة اليهودية بفكرتها عن إله واحد كلي القدرة، الذي لم يُسمح حتى بتصويره ولم يشارك سلطته احد. ومع ذلك، حاول الحكام الرومان إلى حد كبير تجاهل النزاعات الدينية أو تركها للكهنوت المعنيين طالما كانت الضرائب تُدفع .
إحدى الآثار اللاحقة للتأويل الروماني هي الممارسة، التي كانت شائعة حتى القرن التاسع عشر وما زالت آثارها حتى اليوم، تتمثل في الحديث عن الآلهة القديمة، وخاصة اليونانية، بأسماء (أشكال) لاتينية - على سبيل المثال كيوبيد بدلاً من إيروس، وأبولو بدلاً من أبولون، إلخ.

## الآلهة اليونانية
جرت أولاً مساواة الآلهة الرومانية بالآلهة اليونانية، التي تتوافق معها جزئيًا بالفعل، وكان كلاهما يتكيفان مع بعضهما البعض بشكل أوثق من حيث السمات والمسؤوليات وما إلى ذلك؛ على سبيل المثال:
| الإله اليوناني | الإله الروماني |
| -------------- | -------------- |
| زيوس           | جوبيتر         |
| هيرا           | جونو           |
| بوسيدون        | نبتون          |
| آريس           | مارس           |
| أفروديت        | فينوس          |
| أثينا          | مينيرفا        |
| ديميتر         | سيريس          |
| بيرسيفوني      | بروسيربينا     |
| هاديس          | بلوتو          |
| هيفايستوس      | فولكانوس       |
| أسكليبيوس      | اسكولابيوس     |
| ديونيسوس       | باخوس          |
| هيراكليس       | هرقل           |
| بان            | فاونوس         |

بالطبع ، كان من الأسهل استيعاب أو تبني تجسيدات جديدة ، فصارت نايكي هي فيكتوريا ، وأيرين أصبحت باكس ، وما إلى ذلك.

## آلهة أخرى
بالإضافة إلى ذلك، جرت مساواة الآلهة الأجنبية تمامًا، مثل الكلتية أو الجرمانية أو المصرية أو غيرها من الآلهة الشرقية، بالآلهة الرومانية بناءً على الصفات أو المسؤوليات أو السمات الخاصة، كما فعل هيرودوت في الكتاب الرابع من التاريخ مع "تفسيره" الآلهة المصرية من خلال الآلهة اليونانية . أدى هذا على سبيل المثال:
| إله أجنبي                                | الإله اليوناني | الإله الروماني |
| ---------------------------------------- | -------------- | -------------- |
| رع إله الشمس المصري                      | أبولون         | أبولو          |
| عشتار ، الآلهة البابلية                  | أفروديت        | فينوس          |
| إسوس Esus، إله كلتي                      | هرمس           | ميركوري        |
| تيوتاتس Teutates، إله الحرب الكلتي       | آريس           | مارس           |
| تارانيس Taranis، إله العاصفة الكلتي      | زيوس           | جوبيتر         |
| ثور ، إله العاصفة الجرماني               | زيوس           | جوبيتر         |
| أودين ، أبو الآلهة الجرماني وإله التجارة | هيرميس         | ميركوري        |
| تير ، إله الحرب الجرماني                 | آريس           | مارس           |

## هوامش
1. ↑  Tacitus, Germania 43.
2. ↑  Vgl. Art. Interpretatio Romana. In: Bernhard Maier: Lexikon der keltischen Religion und Kultur (= Kröners Taschenausgabe. Band 466). Kröner, Stuttgart 1994, ISBN 3-520-46601-5, S. 179 f.